# Битва при Эттаке
Битва при Эттаке (швед. Slaget vid Ettak) — сражение войны 6000 марок, произошедшее между войсками Магнуса Ладулоса и Эрика V в 1277 году при Эттаке, примерно в 22 километрах к востоку от Фальчепинга в Вестергётланде. 

## Предыстория
В 1276 году между Магнусом Ладулосом и Эриком V возникли разногласия. Эрик ранее оказал поддержку Магнусу в восстании против Вальдемара Биргерссона. Эрик потребовал от Магнуса плату за оказанную помощь в 6000 марок серебра. Магнус согласился, но потребовал компенсацию за то, что наёмники Эрика якобы разоряли земли Швеции во время своего отступления. Спор перерос в войну за 6000 марок, когда войска Магнуса вошли в Халланд и Сконе. В ответ Эрик разграбил Смоланд и, получив подкрепление, вошел в Вестергётланд. Магнус прервал свои набеги на Сканию после столкновения с датской армией и вторгся через Смоланд и Вестергётланд, чтобы изгнать Эрика V.

## Ход сражения
Шведский отряд из 200 рыцарей под командованием Ульфа Карлссона, Педера Порсе и Оффе Дивера начал преследование датских войск в Вестергётланде. Однажды им повезло. Датские войска расположились лагерем в Эттаке и предавались вечерней трапезе. Шведские войска ворвались в датский лагерь в полном составе, застигнув датсан врасплох. Командиру датского отряда Бенгту из Альсё удалось бежать, а остальные были взяты в плен. Позже датчане были освобождены после того, как дали рыцарскую клятву, что явятся в Стегеборг, если в течение года не будет заключен мир.

## Последствия
После поражения Эрик V собрал армию и снова двинулся в Вестергётланд. Крепости Скара и Аксвалл были взяты, а Вестергётланд опустошен. Вскоре войско Эрика отступило, и был заключен мирный договор, по которому долг шведов был уменьшен до 4000 марок серебра.